# Casa de la Aduana
Casa de la Aduana, znana tudi kot Muzej zlata Taironov, Hiša Simóna Bolívarja, muzej Tairona, je kolonialna hiša na trgu Plaza de Bolívar v mestu Santa Marta v Kolumbiji.
Je regionalni sedež Muzeja zlata, ki je del Banke Republike Kolumbije. Ta muzej daje obiskovalcu vpogled v zlatarstvo in kulturo starodavnih prebivalcev Sierra Nevade.
V zgornjem nadstropju zahodnega dela te hiše je v goreči kapeli ostalo izpostavljeno truplo osvoboditelja Simóna Bolívarja od 17. do 20. decembra 1830.

## Gradnja
Hiša je bila zgrajena leta 1730, v dveh nadstropjih, opremljenih s stolpom, od koder je bilo mogoče videti ladje, ki prihajajo v pristanišče, pa tudi razkladanje in nakladanje blaga.

## Monumento Nacional
Hiša je bila z odlokom 390 z dne 17. marca 1970 razglašena za nacionalni spomenik.
Stavba je imela skozi svojo zgodovino več imen, med drugim: Palacio Verde, Castillo de San Lázaro, Casa de la Aduana, Casa del Consulado, Komisariat Združene sadjarske družbe, Colonial Hotel, Tairona Gold Museum, Tairona Gold Museum - Casa de la Aduana.

## Lega
Casa de la Aduana stoji na Carrera 2 in Calle 14, Plaza de Bolívar, v Santa Marti, departma Magdalena, Kolumbija.